# Eleição municipal de Joinville em 2004
A eleição municipal de Joinville em 2004 foi realizada em turno único, que ocorreu no dia 3 de outubro de 2004. A cidade foi às urnas para eleger um prefeito, um vice-prefeito e 19 vereadores no município de Joinville, no Estado de Santa Catarina, no Brasil. O prefeito eleito foi Marco Tebaldi, do PSDB, com 37,85% dos votos válidos. Tebaldi já controlada a prefeitura de Joinville desde abril de 2002, quando o prefeito titular, Luiz Henrique da Silveira (PMDB), renunciou ao cargo para concorrer a governador do estado. Para o Legislativo Municipal, o candidato mais bem votado foi o vereador eleito Darci de Matos (PFL), que recolheu 7.396 votos (2,84% dos votos válidos).

## Resultados

### Prefeito
Primeiro turno
Cinco candidatos disputaram o cargo de Prefeito de Joinville. Marco Tebaldi (PSDB) foi reeleito no primeiro turno.
| Candidato(a)            | Vice                     | 1º Turno | 1º Turno    |
| Candidato(a)            | Vice                     | Votação  | Votação     |
| Candidato(a)            | Vice                     | Total    | Porcentagem |
| ----------------------- | ------------------------ | -------- | ----------- |
| Marco Tebaldi (PSDB)    | Rodrigo Bornholdt (PMDB) | 132.687  | 51,05%      |
| Carlito Merss (PT)      | Rogério Novaes (PT)      | 81.542   | 31,37%      |
| Kennedy Nunes (PP)      | Lourival de Souza (PP)   | 44.413   | 17,09%      |
| C. Kaminski (PHS)       | A. Schultz (PHS)         | 818      | 0,31%       |
| T. Nascimento (PSTU)    | Gentil Melo (PSTU)       | 473      | 0,18%       |
| Total de votos válidos  | Total de votos válidos   | 285.880  | 94,61%      |
| Votos em branco         | Votos em branco          | 2.966    | 1,09%       |
| Votos nulos             | Votos nulos              | 8.921    | 3,28%       |
| Total de votos apurados | Total de votos apurados  | 271.820  | 89,73%      |
| Abstenção               | Abstenção                | 31.110   | 10,27%      |
| Total de eleitores      | Total de eleitores       | 302.930  | 100%        |

### Vereador
| Partido            | Partido            | Candidato                | Votos   | Porcentagem |
| ------------------ | ------------------ | ------------------------ | ------- | ----------- |
|                    | PFL                | Darci de Matos           | 7.396   | 2,84%       |
|                    | PMDB               | Tânia Eberhardt          | 5.867   | 2,26%       |
|                    | PSDB               | Maurício Peixer          | 5.438   | 2,09%       |
|                    | PSDB               | Marco Aurélio Marcucci   | 5.344   | 2,05%       |
|                    | PSDB               | Fabio Dalonso            | 4.875   | 1,87%       |
|                    | PMDB               | João Luiz Sdrigotti      | 4.805   | 1,85%       |
|                    | PMDB               | Osmar Fritz              | 4.802   | 1,85%       |
|                    | PSDB               | Luiz Bini                | 4.639   | 1,78%       |
|                    | PSL                | Lauro Kalfels            | 4.544   | 1,75%       |
|                    | PSDB               | Joaquim Alves dos Santos | 4.086   | 1,57%       |
|                    | PFL                | Odir Nunes               | 3.676   | 1,41%       |
|                    | PPS                | José Cardozo             | 3.187   | 1,23%       |
|                    | PT                 | Marcos Aurélio Fernandes | 3.022   | 1,16%       |
|                    | PSL                | Dalila Rosa Leal         | 2.841   | 1,09%       |
|                    | PT                 | Adilson Mariano          | 2.826   | 1,09%       |
|                    | PP                 | Carmelina Barjona        | 2.775   | 1,07%       |
|                    | PT                 | Zulmar Valverde          | 2.668   | 1,03%       |
|                    | PT                 | Jucelio Girardi          | 2.627   | 1,01%       |
| → Votos brancos    | → Votos brancos    | → Votos brancos          | 6.610   | 2,43%       |
| → Votos nulos      | → Votos nulos      | → Votos nulos            | 5.050   | 1,86%       |
| Total apurado      | Total apurado      | Total apurado            | 271.820 | 89,73%      |
| Abstenção          | Abstenção          | Abstenção                | 31.110  | 10,27%      |
| Total de eleitores | Total de eleitores | Total de eleitores       | 302.930 | 100%        |